# باشيم مدينبور
باشيم مدينبور رمزها «PM» (بالإنجليزية: Paschim  Medinipur)‏ ، هو تقسيم إداري لدولة الهند تتبع ولاية البنغال الغربية (بالإنجليزية: West  Bengal)‏ ، مركزها هو مدينة ميدنابور (بالإنجليزية: Midnapore)‏ عدد سكانها حسب تعداد سنة 2001 هو 5,193,411 ، مساحتها 9,786 كم² وكثافة السكان 531 لكل كم² .